# Grand Prix Formule 1 van België 1970
De Grand Prix Formule 1 van België 1970 werd gehouden op 7 juni op het circuit van Spa-Francorchamps in Stavelot. Het was de vierde race van het seizoen.

## Resultaten

### Race
| Pos. | Nr. | Coureur              | Constructeur   | Rondes | Tijd / Oorzaak uitval | Grid | Punten |
| ---- | --- | -------------------- | -------------- | ------ | --------------------- | ---- | ------ |
| 1    | 1   | Pedro Rodríguez      | BRM            | 28     | 1:38.10,1             | 6    | 9      |
| 2    | 10  | Chris Amon           | March-Ford     | 28     | + 1,1                 | 3    | 6      |
| 3    | 25  | Jean-Pierre Beltoise | Matra          | 28     | + 1:43,7              | 11   | 4      |
| 4    | 28  | Ignazio Giunti       | Ferrari        | 28     | + 2:38,5              | 8    | 3      |
| 5    | 19  | Rolf Stommelen       | Brabham-Ford   | 28     | + 3:31,8              | 7    | 2      |
| 6    | 17  | Henri Pescarolo      | Matra          | 27     | Elektrisch            | 17   | 1      |
| 7    | 9   | Jo Siffert           | March-Ford     | 26     | Benzinedruk           | 10   |        |
| 8    | 27  | Jacky Ickx           | Ferrari        | 26     | + 2 rondes            | 4    |        |
| NC   | 14  | Ronnie Peterson      | March-Ford     | 20     | Niet geklasseerd      | 9    |        |
| DNF  | 18  | Jack Brabham         | Brabham-Ford   | 19     | Koppeling             | 5    |        |
| DNF  | 23  | Graham Hill          | Lotus-Ford     | 19     | Motor                 | 16   |        |
| DNF  | 11  | Jackie Stewart       | March-Ford     | 14     | Motor                 | 1    |        |
| DNF  | 21  | John Miles           | Lotus-Ford     | 13     | Versnellingsbak       | 13   |        |
| DNF  | 20  | Jochen Rindt         | Lotus-Ford     | 10     | Motor                 | 2    |        |
| DNF  | 2   | Jackie Oliver        | BRM            | 7      | Motor                 | 14   |        |
| DNF  | 7   | Piers Courage        | De Tomaso-Ford | 4      | Oliedruk              | 12   |        |
| DNF  | 8   | Derek Bell           | Brabham-Ford   | 1      | Versnellingsbak       | 15   |        |
| DNS  | 22  | Alex Soler-Roig      | Lotus-Ford     |        |                       |      |        |

## Noot
- Dit was het debuut van de Italiaanse coureur Ignazio Giunti.
- Vijfde pole position voor Jackie Stewart.
- Eerste snelste ronde voor Chris Amon.
- Vijfde podiumplaats voor Pedro Rodríguez (en voor een Mexicaanse coureur) en Jean-Pierre Beltoise.

## Kampioenschap standen

#### Rijders
| Pos. | Rijder          | Ptn. |
| ---- | --------------- | ---- |
| 1    | Jack Brabham    | 15   |
| 2    | Jackie Stewart  | 13   |
| 3    | Pedro Rodríguez | 10   |
| 4    | Jochen Rindt    | 9    |
| 5    | Denny Hulme     | 9    |

#### Constructeurs
| Pos. | Constructeur | Ptn. |
| ---- | ------------ | ---- |
| 1    | March-Ford   | 19   |
| 2    | Brabham-Ford | 17   |
| 3    | McLaren-Ford | 15   |
| 4    | Lotus-Ford   | 14   |
| 5    | Matra        | 11   |

- Noot: Enkel de top vijf posities worden in beide standen weergegeven.